# Borussia Mönchengladbach
A Borussia VfL 1900 Mönchengladbach e.V., vagy röviden Borussia Mönchengladbach, egy német labdarúgóklub, melynek székhelye Mönchengladbachban van. A csapat eddig öt alkalommal hódította el a Bundesliga bajnoki címét.

## Történet

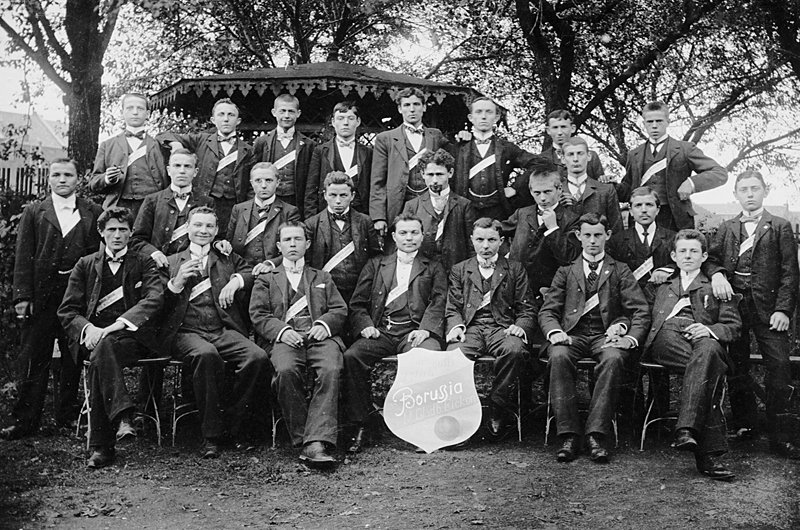
Az első csapatkép (1900)

A csapatot 1900-ban alapították Mönchengladbach – 1950-ig München-Gladbach – városában FC Borussia néven. A Borussia kifejezés a Preußen (Poroszország) szóból ered. (Mönchengladbach az egykori Poroszország területére esett.) A csapat hamar sikeressé vált, 1912-ben már a számukra elérhető legmagasabb német osztályban játszottak. 1919-ben épült fel a Westdeutsches Stadion, mely később Bökelbergstadion néven egészen 2004-ig adott helyet a Gladbach hazai mérkőzéseinek. Ugyanebben az évben a klub egyesült a Turnverein Germania 1889-cel, ám az együttműködés csupán két évig tartott. A szétválás után München-Gladbach városa is bekerült a csapat nevébe.
A harmadik birodalom fennállása alatt a Gladbach saját körzetének első osztályában, majd 1936 után alsóbb osztályokban játszott. A háború után újraszervezett futballrendszerben ismét sikereket értek el, 1949-ben a másodosztályba, majd 1950-ben az első osztályba (Oberliga West) játszották be magukat. Nem tartoztak az Oberliga élmezőnyéhez, így mikor 1963-ban megalakult az egységes Bundesliga, a Gladbach ismét a másodosztályba kényszerült. 1960-ban elhódították első nemzeti trófeájukat, a Német kupát. A döntőben a Karlsruher SC-t múlták fölül 3-2 arányban. Ugyanebben az évben a város átkeresztelésével párhuzamosan a csapat megkapta ma is használt nevét: Borussia Mönchengladbach.
A csapat 1965-ben jutott fel a Bundesligába és három szezon elteltével már az élmezőnyhöz tartoztak. 1970-ben megnyerték első bajnoki címüket, majd egy évvel később a másodikat is. A hetvenes évek volt a Gladbach aranykora, a gyors és tehetséges fiatalokból álló csapat ekkor kapta a Die Fohlen (csikók) becenevet. 1969 és 1980 között összesen öt bajnoki címet szereztek, emellett 1973-ban újra megnyerték a Német Kupát. A nemzetközi sikerekkel sem maradtak adósak: 1975-ben és 1979-ben elnyerték az UEFA-kupát, 1973-ban és 1980-ban a sorozat ezüstérmesei lettek. A Gladbach arany évtizedében olyan játékosok tartoztak a klubhoz, mint a német válogatott védő, Berti Vogts, vagy a Bundesliga harmadik legeredményesebb játékosa, Jupp Heynckes.

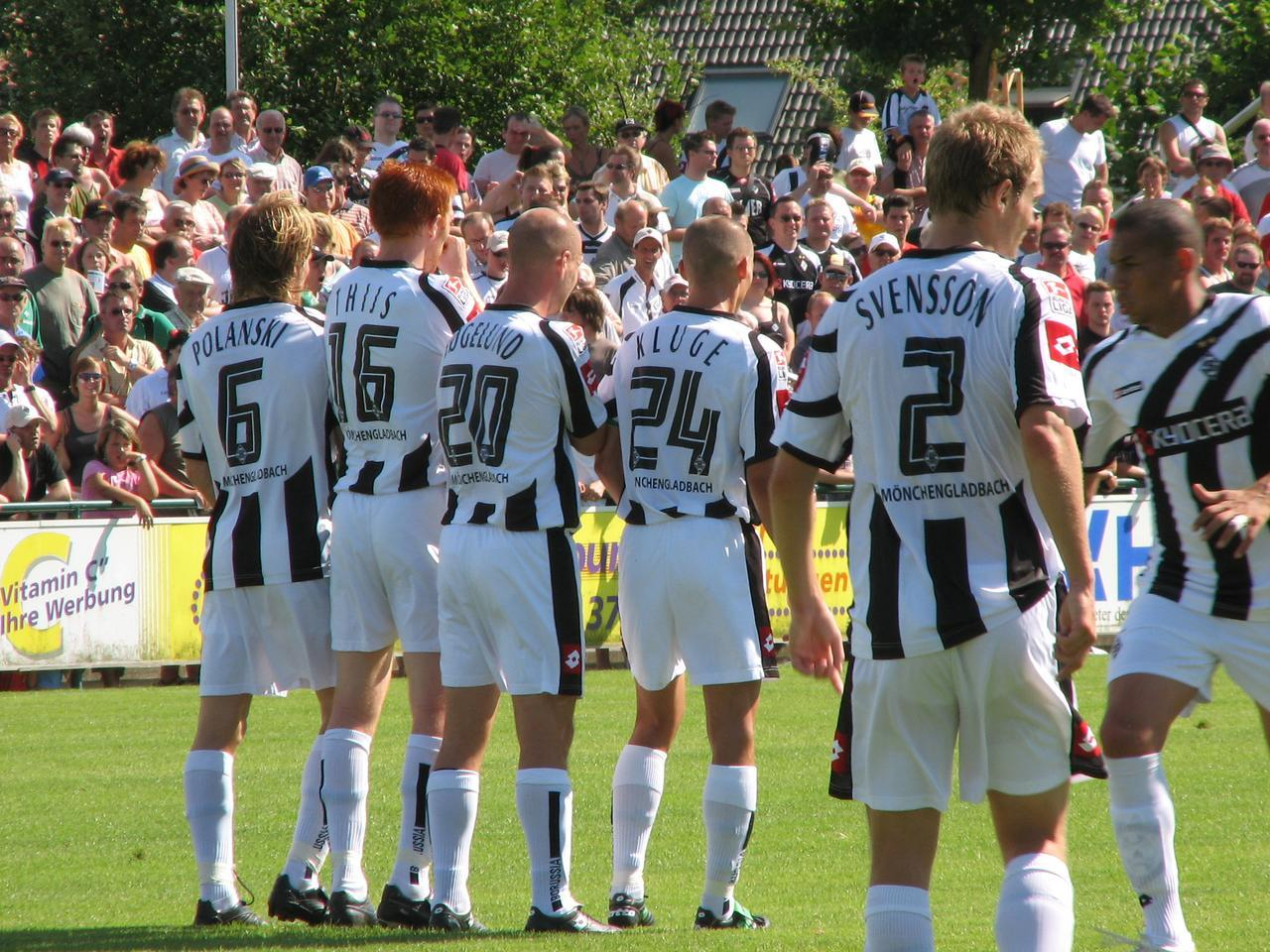
Gladbach játékosok (2006)

A Borussia sikersorozata a 80-as évek elején ért véget. A klub anyagi nehézségek miatt kénytelen volt megválni több fontos játékosától. A csapat így is az élmezőnyben maradhatott, de nem volt esélye a nagyok, például a Bayern München ellen. 1984-ben tizenegyesrúgás után elvesztették a Német Kupa döntőt. (Ekkor játszotta utolsó mérkőzését a csapatnál a német válogatott későbbi sztárja, Lothar Matthäus.)
A csapat a kilencvenes években egyre inkább csúszott lefelé. 1992-ben ismét büntetőkkel veszítették el a DFB-Pokal döntőjét. 1995-ben azonban megnyerték a Német Kupát, napjainkig (2013) ez a csapat utolsó trófeája.
1999-ben kiestek a Bundesligából és csak két évvel később jutottak vissza. A gondok azonban nem oldódtak meg, a Gladbach maradt a tabella második felében. 2004-ben átadták a csapat új stadionját, a  közel 60 ezer férőhelyes Borussia-Parkot. 2007-ben ismét kiestek, de egy évvel később fel is jutottak. 2011-ben kiesés-közelbe kerültek, ám sikerült megnyerniük az osztályozót. A következő szezonban a 70-es éveket idéző remek idényt zártak. Negyedik helyükkel a Bajnokok Ligája selejtezőkörébe jutottak, ám a Dinamo Kijev megállította őket.

## Sikerek
| Bundesliga: - Bajnok (5): 1969–70, 1970–71, 1974–75, 1975–76, 1976–77 2. Bundesliga: - Bajnok: 2007–08 Német kupa: - Győztes (3): 1959–1960, 1972–73, 1994–95 - Ezüstérmes (2): 1983–84, 1991–92 Német szuperkupa: - Győztes: 1977 (nem hivatalos) - Ezüstérmes: 1995 Német ligakupa: - Ezüstérmes: 1972–73 | BEK: - Ezüstérmes: 1976–77 - Elődöntős (1): 1977-78 UEFA-kupa: - Győztes (2): 1974–75, 1978–79 - Ezüstérmes (2): 1972–73, 1979–80 - Elődöntős (1): 1986-87 Kupagyőztesek Európa Kupája: - Elődöntős (1): 1974 Kirin-kupa: - Győztes (1): 1978 |

## Stadion

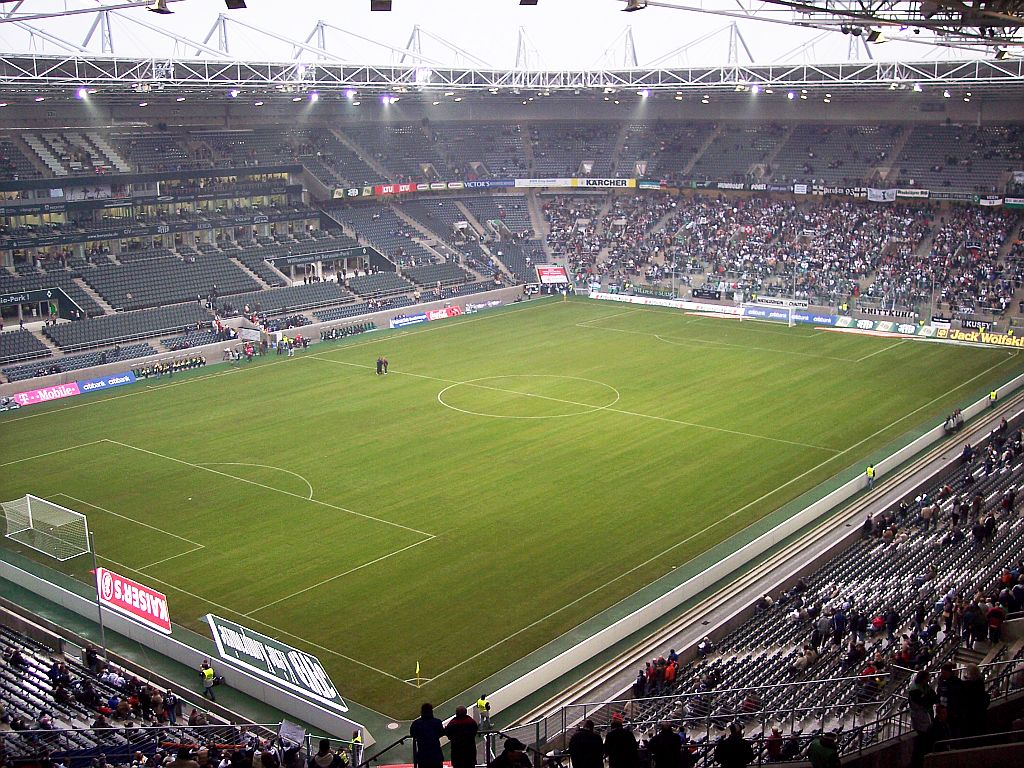
Borussia Park (2004)

1919-ben készült el a Gladbach első stadionja, a körülbelül 30 ezer férőhelyes Westdeutsches Stadion. Az 50-es években Bökelbergstadionra átnevezett létesítmény 2004-ig adott otthont a csapat hazai mérkőzéseinek. 2002 és 2004 között épült fel a Gladbach új stadionja, a közel 60 ezer férőhelyes Borussia Park.

## Játékosok

### Jelenlegi keret
Utolsó módosítás: 2022. február 5. 
A vastaggal jelzett játékosok felnőtt válogatottsággal rendelkeznek.
A dőlttel jelzett játékosok kölcsönben szerepelnek a klubnál.
| Mezszám                | Név               | Nemzetiség | Születési hely    | Születési idő (kor)            | Korábbi csapat           | Érték(€)   | Szerződés lejárta |
| Kapusok                | Kapusok           | Kapusok    | Kapusok           | Kapusok                        | Kapusok                  | Kapusok    | Kapusok           |
| ---------------------- | ----------------- | ---------- | ----------------- | ------------------------------ | ------------------------ | ---------- | ----------------- |
| 1                      | Yann Sommer       | SWI        | Morges            | 1988. december 17. (36 éves)   | FC Basel                 | 5 000 000  | 2023.06.30.       |
| 21                     | Tobias Sippel     | GER        | Bad Dürkheim      | 1988. március 22. (37 éves)    | 1. FC Kaiserslautern     | 400 000    | 2023.06.30.       |
| 41                     | Jan Olschowsky    | GER        | Neuss             | 2001. november 18. (23 éves)   | utánpótlásból került fel | 300 000    | 2023.06.30.       |
| 46                     | Jonas Kersken     | GER · ENG  | Düsseldorf        | 2000. szeptember 1. (24 éves)  | utánpótlásból került fel | 100 000    | 2023.06.30.       |
| Védők                  |                   |            |                   |                                |                          |            |                   |
| 4                      | Mamadou Doucouré  | FRA · SEN  | Dakar             | 1998. május 21. (27 éves)      | Paris Saint-Germain FC B | 100 000    | 2024.06.30.       |
| 5                      | Marvin Friedrich  | GER        | Kassel            | 1995. december 13. (29 éves)   | 1. FC Union Berlin       | 10 000 000 | 2026.06.30.       |
| 15                     | Jordan Beyer      | GER        | Kempen            | 2000. május 19. (25 éves)      | utánpótlásból került fel | 3 000 000  | 2026.06.30.       |
| 18                     | Stefan Lainer     | AUT        | Salzburg          | 1992. augusztus 27. (32 éves)  | FC Red Bull Salzburg     | 8 000 000  | 2024.06.30.       |
| 20                     | Luca Netz         | GER        | Berlin            | 2003. május 15. (22 éves)      | Hertha BSC               | 5 000 000  | 2026.06.30.       |
| 24                     | Tony Jantschke    | GER        | Hoyerswerda       | 1990. április 7. (35 éves)     | utánpótlásból került fel | 1 200 000  | 2023.06.30.       |
| 25                     | Rámi ben-Szebajni | ALG        | Kaszentína        | 1995. április 16. (30 éves)    | Stade Rennais FC         | 22 000 000 | 2023.06.30.       |
| 28                     | Matthias Ginter   | GER        | Freiburg          | 1994. január 19. (31 éves)     | Borussia Dortmund        | 24 000 000 | 2022.06.30.       |
| 29                     | Joe Scally        | USA        | Lake Grove        | 2002. december 31. (22 éves)   | New York City FC         | 8 000 000  | Nem publikus      |
| 30                     | Nico Elvedi       | SWI        | Zürich            | 1996. szeptember 30. (28 éves) | FC Zürich                | 23 000 000 | 2024.06.30.       |
| Középpályások          |                   |            |                   |                                |                          |            |                   |
| 6                      | Christoph Kramer  | GER        | Solingen          | 1991. február 19. (34 éves)    | Bayer 04 Leverkusen      | 4 000 000  | 2023.06.30.       |
| 13                     | Lars Stindl       | GER        | Speyer            | 1988. augusztus 26. (36 éves)  | Hannover 96              | 3 500 000  | 2023.06.30.       |
| 17                     | Kouadio Koné      | FRA · CIV  | Colombes          | 2001. május 17. (24 éves)      | Toulouse FC              | 15 000 000 | 2025.06.30.       |
| 22                     | Bénes László      | SVK · HUN  | Dunaszerdahely    | 1997. szeptember 9. (27 éves)  | FC Augsburg              | 3 500 000  | 2024.06.30.       |
| 32                     | Florian Neuhaus   | GER        | Landsberg am Lech | 1997. március 16. (28 éves)    | TSV 1860 München         | 22 000 000 | 2024.06.30.       |
| 37                     | Keanan Bennetts   | ENG · GER  | London            | 1999. március 9. (26 éves)     | Ipswich Town FC          | 1 300 000  | 2022.06.30.       |
| Támadók                |                   |            |                   |                                |                          |            |                   |
| 7                      | Patrick Herrmann  | GER        | Uchtelfangen      | 1991. február 12. (34 éves)    | utánpótlásból került fel | 2 500 000  | 2022.06.30.       |
| 10                     | Marcus Thuram     | FRA · GLP  | Parma             | 1997. augusztus 6. (27 éves)   | EA Guingamp              | 28 000 000 | 2023.06.30.       |
| 14                     | Alassane Plea     | FRA · Mali | Lille             | 1993. március 10. (32 éves)    | OGC Nice                 | 15 000 000 | 2023.06.30.       |
| 23                     | Jonas Hofmann     | GER        | Heidelberg        | 1992. július 14. (32 éves)     | Borussia Dortmund        | 16 000 000 | 2023.06.30.       |
| 34                     | Conor Noß         | IRE · GER  | Düsseldorf        | 2001. január 1. (24 éves)      | utánpótlásból került fel | 400 000    | 2024.06.30.       |
| 36                     | Breel Embolo      | SWI · CMR  | Yaoundé           | 1997. február 14. (28 éves)    | FC Schalke 04            | 16 000 000 | 2023.06.30.       |
| Kölcsönadott játékosok |                   |            |                   |                                |                          |            |                   |
| Név                    | Poszt             | Nemzetiség | Születési hely    | Születési idő (kor)            | Kölcsönben itt           | Érték (€)  | Kölcsön lejárta   |
| Moritz Nicolas         | kapus             | GER        | Gladbeck          | 1997. október 21. (27 éves)    | FC Viktoria Köln         | 250 000    | 2022.06.30.       |
| Andreas Poulsen        | védő              | DEN        | Ikast             | 1999. október 13. (25 éves)    | FC Ingolstadt 04         | 600 000    | 2022.06.30.       |
| Rocco Reitz            | középpályás       | GER        | Duisburg          | 2002. május 29. (23 éves)      | K Sint-Truidense VV      | 500 000    | 2022.06.30.       |
| Hannes Wolf            | középpályás       | AUT        | Graz              | 1999. április 16. (26 éves)    | Swansea City AFC         | 5 000 000  | 2022.06.30.       |
| Torben Müsel           | középpályás       | GER        | Grünstadt         | 1999. július 25. (25 éves)     | KAS Eupen                | 400 000    | 2022.06.30.       |
| Famana Quizera         | támadó            | POR · GNB  | Bissau            | 2002. április 25. (23 éves)    | Académico Viseu          | 200 000    | 2022.06.30.       |

## Edzők
A Borussia Mönchengladbach trénerei 1946-tól napjainkig
| - Hans Krätschmer (1946–1949) - Werner Sottong (1949–1950) - Heinz Ditgens & Paul Pohl (1950–1951) - Fritz Pliska (1951–1953) - Fritz Silken (1953–1955) - Klaus Dondorf (1955–1957) - Fritz Pliska (1957–1960) - Bernd Oles (1960–1962) - Fritz Langner (1962–1964) - Hennes Weisweiler (1964–1975) - Udo Lattek (1975–1979) - Jupp Heynckes (1979–1987) | - Wolf Werner (1987–1989) - Gerd vom Bruch (1989–1991) - Bernd Krauss (átmeneti) (1991) - Jürgen Gelsdorf (1991–1992) - Bernd Krauss (1991–1996) - Hannes Bongartz (1996–1997) - Norbert Meier (1997–1998) - Friedel Rausch (1998) - Rainer Bonhof (1998–1999) - Manfred Stefes (átmeneti) (1999–2000) - Hans Meyer (1999–2003) - Ewald Lienen (2003) | - Holger Fach (2003–2004) - Horst Köppel (átmeneti) (2004) - Dick Advocaat (2004–2005) - Horst Köppel (2005–2006) - Jörn Andersen (átmeneti) (2006) - Jupp Heynckes (2006–2007) - Jos Luhukay (2007–2008) - Christian Ziege (átmeneti) (2008) - Hans Meyer (2008–2009) - Michael Frontzeck (2009–2011) - Lucien Favre (2011–2015) - André Schubert (2015 – ) |

## Fordítás
- Ez a szócikk részben vagy egészben  a   Borussia Mönchengladbach című angol Wikipédia-szócikk ezen változatának fordításán alapul.  Az eredeti cikk szerkesztőit annak laptörténete sorolja fel. Ez a jelzés csupán a megfogalmazás eredetét és a szerzői jogokat jelzi, nem szolgál a cikkben szereplő információk forrásmegjelöléseként.